# جايتانو موناشيلو
جايتانو موناشيلو (بالإيطالية: Gaetano Monachello)‏ (3 مارس 1994 بأغريجنتو في إيطاليا - ) هو لاعب كرة قدم إيطالي في مركز الهجوم. شارك مع منتخب إيطاليا تحت 16 سنة لكرة القدم ومنتخب إيطاليا تحت 17 سنة لكرة القدم ومنتخب إيطاليا تحت 20 سنة لكرة القدم ومنتخب إيطاليا تحت 21 سنة لكرة القدم. أما مع النوادي، فقد لعب مع أتالانتا وأولمبياكوس نيقوسيا وإنتر ميلان وإيرغوتيليس وسيركل بروج وميتالورغ دونيتسك ونادي موناكو ولانشانو كالتشيو 1920 ‏.

## روابط خارجية
- جايتانو موناشيلو على موقع الاتحاد الأوربي (الإنجليزية)
- جايتانو موناشيلو على موقع اتحاد أوكرانيا (الإنجليزية)
- جايتانو موناشيلو على موقع قاعدة بيانات كرة القدم.إي يو (الإنجليزية)
- جايتانو موناشيلو على موقع Soccerway.com (الإنجليزية)
- جايتانو موناشيلو على موقع عالم كرة القدم.نت (الإنجليزية)
- جايتانو موناشيلو على موقع AS.com (الإسبانية)